# Calopogon multiflorus
Calopogon multiflorus là một loài phong lan.

## Hình ảnh

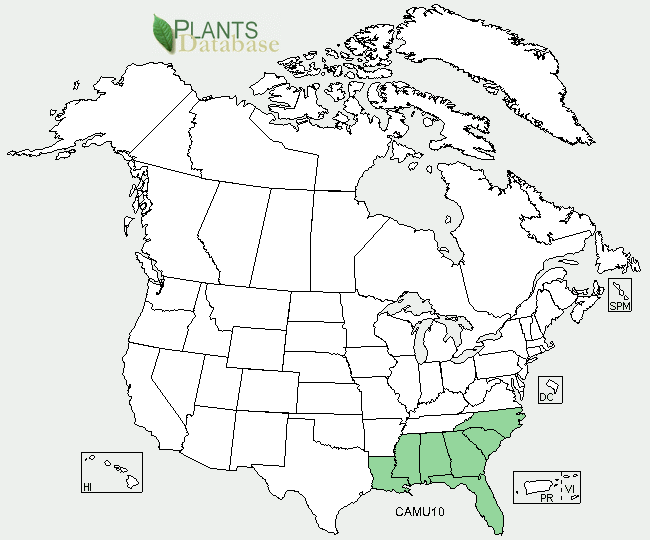
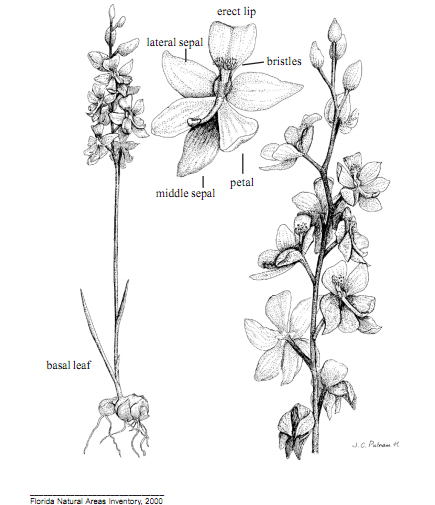
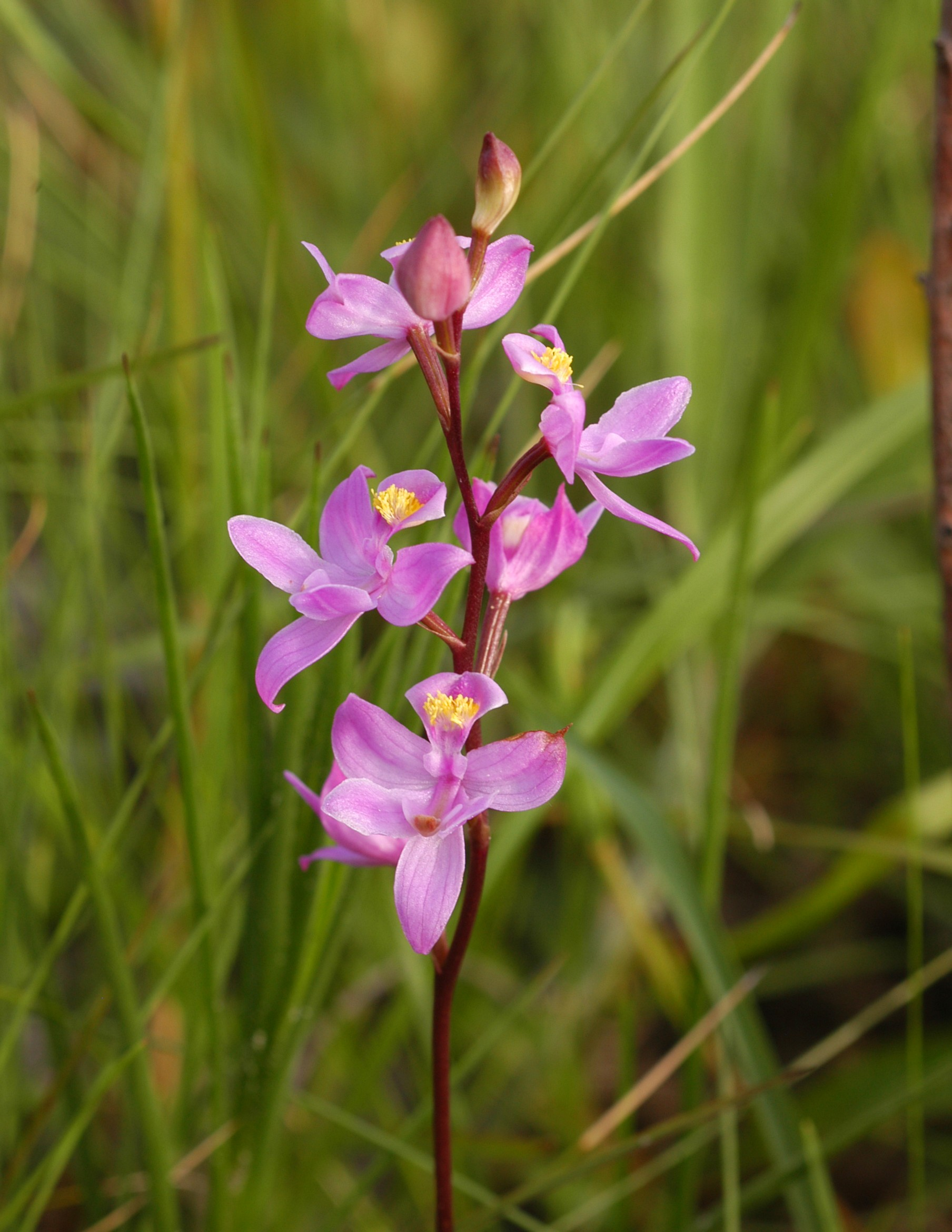